# トロント・マーリーズ
トロント・マーリーズ（Toronto Marlies）はカナダ・オンタリオ州トロントを本拠としているアメリカン・ホッケー・リーグ（AHL）のチームである。NHLのトロント・メープルリーフス傘下のチームで、本拠地はエキシビション・プレイス内のコカ・コーラ・コロシアム。

## 歴史
トロント・マーリーズの前身は1978年創設のニューブランズウィック・ホークス（本拠地はニューブランズウィック州モンクトン）で、当時はシカゴ・ブラックホークスとトロント・メープルリーフスの共同運営であった。
1982年にホークスがオンタリオ州セントキャサリンズに移動 しセントキャサリンズ・セインツとなり、1986年にオンタリオ州ニューマーケットに移動しニューマーケット・セインツに改称。1991年にニューファンドランド・ラブラドール州セントジョンズに移動し、同州初めてのプロホッケーチーム、セントジョンズ・メープルリーフスとなった。
1980年から1990年代にかけカナダ大西洋州ではAHLの人気は高かったが、2004年までにセントジョンズ・メープルリーフスが地域唯一のチームとなっていた。トロント・メープルリーフスは移動費用の削減と、リコー・コロシアムを本拠とするチームを探していたため、セントジョンズ・メープルリーフスをトロントに2005年から移動させることを決定した。チーム名はかつてのジュニア・チーム「トロント・マールボロズ（Toronto Marlboros）」を復活させようとしたが、タバコのブランド名との混同を避けるため、略称の「マーリーズ（Marlies）」とした。
2011年シーズンにカルダーカップ決勝に出場したがノーフォーク・アドミラルズに敗退。2017年シーズンに2度目のカルダーカップ決勝に進み、テキサス・スターズとのシリーズで、第7試合で6-1テキサスを破り、4勝3敗でカルダーカップ初優勝を決めた。
マーリーズは2015年まではAHLで唯一、同じ都市のNHLチームの傘下にあるチームであった。（2015-16シーズンよりマニトバ・ムースがウィニペグ・ジェッツ傘下となる）